# Al-Valid I.
Al-Valid ibn Abd al-Malik ibn Marvan (arabsko الوليد بن عبد الملك بن مروان, al-Walīd ibn ʿAbd al-Malik ibn Marwān), znan kot al-Valid I. (arabsko الوليد الأول), je bil šesti kalif Omajadskega kalifata, ki je vladal od oktobra 705 do svoje smrti, * okoli 674, † 23. februar 715.
Bil je najstarejši sin svojega predhodnika, kalifa Abd al-Malika (vladal 685–705). Kot princ je med letoma 695 in 698 vodil letne pohode proti Bizantincem in zgradil ali obnovil utrdbe vzdolž poti skozi Sirsko puščavo do Meke. Dedič kalifata je postal po smrti svojega strica Abd al-Aziza ibn Marvana leta 704.
Al-Valid I. je v veliki meri nadaljeval očetovo politiko centralizacije in širitve države in je bil močno odvisen od al-Hadžaja ibn Jusufa, očetovega močnega podkralja vzhodne polovice kalifata. Med Al-Validovo vladavino so omajadske vojske osvojile Magreb, Hispanijo, Sind in Transoksanijo  ter tako razširile kalifat do največjega ozemeljskega obsega. Vojni plen z osvajanj je al-Validu omogočil financiranje impresivnih javnih del, vključno z Veliko mošejo v Damasku, mošejo al-Aksa v Jeruzalemu in Prerokovo mošejo v Medini. Bil je prvi kalif, ki je uvedel programe za socialno varstvo, pomoč revnim in invalidom v Siriji. Čeprav je težko ugotoviti al-Validove osebne zasluge, sta njegovo vladavino zaznamovala notranji mir in blaginja in verjetno vrhunec moči Omajadov.

## Mladost
Al-Valid je bil najstarejši sin kalifa Abd al-Malika. Njegovo nasledstvo je bilo sprva negotovo, ker je imel po dogovoru med kalifom Marvanom I. in najvišjimi arabskimi oblastmi prednost njegov stric Abdul Aziz. Stričeva prezgodnja smrt je al-Validu omogočila, da se je leta 705 povzpel na omajadski prestol.

## Kalif

### Drugi val muslimanske ekspanzije
Ker sta bila med Abd al-Malikovo vladavino v kalifatu vzpostavljena ravnotežje in notranji mir, je lahko med al-Validovo vladavino prišlo do novega vala muslimanske ekspanzije. Vojaški pohodi, ki so se začeli v zadnjih letih vladavine al-Validovega očeta, so bili med al-Validovo vladavino uspešno zaključeni. Na pohodih se je al-Valid zanašal na sposobnosti svojih arabskih poveljnikov in spreobrnjencev, ki so dobili ustrezna pooblastila za vodenje čet in posledično precejšnjo avtonomijo na osvojenih ozemljih.
V zahodni polovici imperija se je širitev nadaljevala ob obali Severne Afrike. Potem ko so Arabci pod vodstvom Hasana ibn al-Numana al-Gasanija leta 698 zavzeli bizantinsko Kartagino, so v Atlasu, današnji Alžiriji, naleteli na močan odpor berberskih plemen. Njihov vodja Kahina je bil poražen šele okoli leta 702. Berberi na meji kalifata so nato sklenili zavezništvo z Arabci in začeli množično sprejemati islam. Postali gonilna sila podjarmljanja sonarodnjakov v Magrebu in kasnejšega napada čez Gibraltarski preliv. Za slednje Arabci v tako oddaljenih predelih verjetno niso imeli dovolj lastnih sil.
Musa ibn Nusair je verjetno leta 703 je postal guverner Magreba. Do leta 710 mu je s pomočjo Berberov uspelo obvladati preostalo severnoafriško obalo in popolnoma izriniti Bizanince. Arabci in Berberi so zasedli Tanger, kar je njihovo oblast razširilo do Atlantskega oceana. Edino mesto, ki se je upiralo, je bila Ceuta, ki je imela verjetno podporo na nasprotni strani Gibraltarske ožine. Muslimani so že v tem času gradili floto v zahodnem Sredozemlju, ki je operirala okoli Sicilije, Sardinije in Balearskih otokov in s hitrimi napadi raziskovala razmere na Iberskem polotoku.
Musa bin Nusair je okoli leta 710 sklenil zavezništvo z grofom Julijanom iz Ceute, ki je malo pred tem odbil njegov napad. Julijan je nato podprl arabski napad na Iberski polotok. Arabci so na Iberski polotok najprej poslali raziskovalno odpravo, leta 711 pa se je tam izkrcal Tarik ibn Zijad z 8000 Arabci in Berberi. Julija istega leta je prišlo do usodne bitke pri Guadaleti, znane tudi kot bitka pri Jerez de la Frontera, kjer so bili Vizigoti pod vodstvom svojega kralja Roderika poraženi. Leta 712 je ma Iberski polotol odplul tudi Musa bin Nusair in skupaj s Tarikom dokončal osvajanje Vizigotskega imperija. Muslimani so leta 715 prodrli do Pirenejev.
Drugo mesto, kjer so Omajadi dosegli pomembne uspeha, je bila Anatolija. V Bizantinskem cesarstvu je od leta 705 drugič vladal cesar Justinijan II. Njegova strahovlada je oslabila cesarstvo, zato so Arabci pod vodstvom kalifovega brata Maslame leta 707 osvojili številne obmejne trdnjave. Leta 708 so zmagali v bitki pri Amoriji in leto kasneje prek Helesponta prodrli celo v Trakijo. Nato so do leta 711 osvojili Kilikijo in leta 714 pridobili delni nadzor nad Galatijo. Divja plemena, živeča severno od Antiohije, ki so prejšnjim vladarjem, zlasti Muaviju I., povzročala nemalo težav, so se v tem času umirila.
Do izrazitega širjenja je prišlo tudi v Srednji Aziji. Meja se je po širitvi proti Perziji tukaj za več desetletij ustalila. Abd al-Malikov general al-Hadžaj ibn Jusuf, ki je zmagal nad kljubovalnim kalifom Abdulahom ibn az-Zubajrom, je imel pod svojo oblastjo vse vzhodne province. Njegovi podrejeni guvernerji so nato z vojsko vzpostavili meje kalifata z vzhodnimi velesilami.
Poveljnik Horasana Kutajba ibn Muslim je leta 706 sprožil napad, usmerjen proti Buhari, Samarkandu, Fergani in Taškentu. Do leta 715 mu je ne le z vojsko, temveč tudi s spretno politiko in izkoriščanjem sporov med lokalnimi knezi, uspelo obladati večino osvojenega ozemlja. Kutajba ibn Muslim je lokalne kneze pogosto pustil na njihovih položajih, vendar je postavil njim nadrejene arabske vojaške poveljnike in pobiralce davkov. Kalifat je dobil skupno mejo s Kitajsko.
Na prelomu iz 7. v 8. stoletje so Arabci nadzorovali Beludžistan (Pakistan) na obali Arabskega morja. Vojskovodja Mohamed ibn al-Kasim at-Takaf je vdrl na ozemlje današnjega Afganistana in leta 708 uspel prevzeti nadzor nad Kabulom. Medtem je prišlo v Arabskem morju do incidenta, v katerem so arabske vdove in njihove otroke na plovbi v Irak napadli in ujeli indijski pirati. Arabci so zahtevali izpustitev preživelih in vrnitev njihovega premoženja, s čimer se indijski vladar Sinda ni hotel ukvarjati. Mohamed ibn al-Kasim je zato leta 711 na ukaz al-Hadža prečkal Ind in vdrl v Sind, kjer je premagal lokalnega kralja. Kampanja se je končala s padcem Multana. Arabci so imeli v načrtu tudi osvojitev Kašmirja, vendar se je po smrti al-Valida I. njegov naslednik Sulejman ibn Abd al-Malik odločil na meji ohraniti mir. Sind je postal arabska provinca in hkrati baza za vpade v Radžputano in Gudžarat, kjer so jih Gudžarji po letu 712 odbili.
S temi uspešnimi operacijami na skoraj vseh mejah kalifata, edina izjema je bil Kavkaz, je imperij dosegel svoj največji obseg in se raztezal od obale Atlantskega oceana na zahodu do reke Ind na vzhodu ter od Kavkaza in Aralskega jezera na severu do Sahare in Somalije na jugu.

### Družbene razmere v kalifatu
Med vladavino Abd al-Malika in al-Valida I. je prišlo v kalifatu do temeljnega kulturnega in družbenega razvoja. Razvila se je zlasti vizualna umetnost. Arabci niso gojili kulture na ravni razvite bizantinske ali perzijske države, zato so v obdobju Omajadov v središča kalifata privabili veliko tujih arhitektov, umetnikov in obrtnikov. Večina najpomembnejših omajadskih arhitekturnih del je nastala zlasti na območju Sirije in Palestine. Za ohranjena dela so značilni predvsem bizantinski elementi.
Al-Valid I. je dokončal gradnjo Kupole na skali v Jeruzalemu. Svetišče je bilo zastekleno in dobilo pozlačeno kupolo po zgledu na krščansko svetišče v Balabaku. Obnovljena je bila tudi mošeja v Medini in dodelana stebrišča okoli Kabe v Meki. Mošeja v Damasku je bila kasneje močno poškodovana. Notranjost vseh teh zgradb je bila bogato okrašena z dragocenimi mozaiki.
Arabci so se od samega začetka izkazali v pesništvu. Eden od najpomembnejših pesnikov tistega časa je bil Omar ibn Abi Rabia, ustvarjalec ljubezenskih pesmi iz Meke. Med drugimi so še posebej izstopali pesniki al-Arji, al-Ahvas in Kuthajr Aza. V tem času so imeli pesniki pomemben vpliv na javno mnenje, saj so delno opravljali vlogo novinarjev.
Postopoma sta se začeli razvijati tudi arabska glasba in petje, ki sta bili pod močnim bizantinskim in perzijskim vplivom. Arabci se niso naučili samo naprednejših tehnik igranja na glasbila, ampak so se jih v tem času naučili tudi izdelovati. Središči teh umetnosti sta bili predvsem Medina in Meka, kjer so v tem času nastale tudi prve glasbene in pevske šole.
Na področju socialnin in gospodarskih reform, je al-Valid nadaljeval očetovo začeto delo in načrtno krepil državno upravo. Podložniki so ostali vezani na zemljo, hkrati pa se je obnavljala obstoječa in gradila nova gospodarska infrastruktura. Na območju Sirije, Palestine in Mezopotamije se je povečala površina namakanih polj, kar je v obdobju relativnega miru omogočilo povečanje proizvodnje in hkrati dohodka v državno blagajno. Iz oddaljenih koncev imperija so pripeljali nove vrste domačih živali in poljščin.
- Mošeja Omajadov v Damasku
- Mošeja al-Aksa v Jeruzalemu
- Prerokova mošeja v Medini

## Smrt in nasledsvo
Al-Valid je umrl zaradi bolezni 23. februarja 715  v Dajr Muranu, omajadskem zimskem posestvu na obrobju Damaska. Pokopan je bil v Damasku na pokopališču Bab al-Saghir ali Bab al-Faradis.
Al-Valid je za svojega naslednika predlagal svojega sina Abd al-Aziza, s čimer je prekršil dogovor svojega očeta, da bo za al-Validom vladal Sulejman. Odnosi med bratoma so postali napeti.
Sulejman je po prihodu na prestol razrešil skoraj vse al-Validove guvernerje. Ohranil je militaristično politiko al-Valida in Abd al-Malika, vendar se je širitev kalifata med njegovim vladanjen (715–717) večinoma ustavila.
Leta 744 sta manj kot eno leto kot kalifa vladala al-Validova sinova Jazid  in Ibrahim.

## Družina
Al-Valida je preživelo veliko sinov. Al-Jakubi jih omenja šestajst, zgodovinar al-Tabari pa celo devetnajst.
Med njegovimi ženami so omenjene Um al-Banin, hčerka njegovega strica Abd al-Aziza ibn Marvana, Um Abd Alah bint Abd Alah ibn Amr, pravnukinja kalifa Osmana (vladal 644–656), Um Abd Alahova sestrična Izo bint Abd al-Aziz in ženska iz plemena Banu Fazara. Mati najstarejšega sina al-Abasa je bila grška priležnica. Mati Jazida III., Šah-i-Afrid, je bila hčerka zadnjega sasanidskega vladarja Peroza III.  Priležnica je bila tudi mati sina al-Hadžaja.